# Robert Gysae
Robert Karl Friedrich Gysae (* 4. Januar 1911 in Berlin-Charlottenburg; † 26. April 1989 in Wilhelmshaven) war ein deutscher Marineoffizier, zuletzt Flottillenadmiral der Bundesmarine. Während des Zweiten Weltkriegs war er U-Boot-Kommandant, wobei ihm bei acht Feindfahrten die Versenkung von 25 Schiffen mit 146.815 BRT gelang.

## Leben

### Reichsmarine
Gysae, Sohn eines Staatsanwalts, trat am 8. April 1931 der Reichsmarine als Seeoffiziersanwärter bei. Dort wurde er der II. Schiffstammdivision der Ostsee zugeteilt und erhielt in Stralsund seine erste infanteristische Grundausbildung. Seine praktische Bordausbildung absolvierte er ab dem 30. Juni 1931 auf dem Segelschulschiff Niobe; diese setzte er ab dem 17. Oktober 1931 auf dem Leichten Kreuzer Karlsruhe fort. Dort erhielt Gysae am 1. April 1932 seine Ernennung zum Seekadetten sowie seine Beförderung zum Fähnrich zur See am 1. Januar 1933. Am 5. Januar 1933 begann er bei der II. Schiffstammdivision der Ostsee in Stralsund einen Fähnrichs-Infanterielehrgang und absolvierte ab dem 30. März 1933 an der Marineschule Mürwik den einjährigen Fähnrichslehrgang. Während dieser Zeit wurde Gysae am 1. Juli 1933 zum Obermaat befördert. Im Anschluss daran absolvierte er ab dem 29. März 1934 den Fähnrichs-Sperrlehrgang in Kiel-Wik. Schon ab dem  26. April 1934 besuchte Gysae an derselben Einrichtung einen Fähnrichs-Artillerielehrgang und im Anschluss daran ab dem 1. Juli 1934 den Fähnrichs-Torpedolehrgang. Es folgte ab dem 23. August 1934 ein Fähnrichs-Fla-Maschinen-Waffenlehrgang an der Küstenartillerieschule in Wilhelmshaven. Danach besuchte er ab dem 8. September 1934 den Fähnrichs-Nachrichtenlehrgang in Flensburg-Mürwik sowie ab dem 25. September 1934 an der Unterseeboots-Abwehrschule in Kiel den Fähnrichs-Unterwasserabwehr-Lehrgang. Am 2. Oktober 1934 nahm Gysae seine praktische Bordausbildung wieder auf und verbrachte diese auf dem Linienschiff Hessen sowie ab dem 12. November 1934 auf dem Panzerschiff Admiral Scheer. Hier wurde Gysae mit Wirkung vom 1. Januar 1935 zum Oberfähnrich zur See ernannt und anschließend am 1. April 1935 zum Leutnant zur See.

### Kriegsmarine
Am 19. Juni 1935 begann Gysae einen Offizierslehrgang an der Schiffsartillerieschule in Kiel-Wik und wurde anschließend ab dem 26. September 1935 der 2. Torpedobootsflottille zugeteilt. Dort erfolgte sein Einsatz auf den Torpedobooten Albatros und Leopard, wo er als Wachoffizier A-Offizier (A.O.) fungierte. Ab dem 2. Dezember 1935 besuchte Gysae an der Nachrichtenschule Flensburg-Mürwik einen Lehrgang für Signaloffiziere und kehrte schon am 8. Dezember 1935 zur 2. Torpedobootsflottille  zurück. Hier wurde er weiter im Wechsel auf den Torpedobooten Albatros und Leopard als II. Wachoffizier eingesetzt. Mit Wirkung zum 1. Januar 1937 erhielt Gysae seine Beförderung zum Oberleutnant zur See. In dieser Funktion wechselte er ab dem 6. September 1937 zum Flottenkommandostab und wurde Flaggleutnant im Stab von Admiral Rolf Carls. Diese Position behielt er bis zum 24. Oktober 1938. In der Zwischenzeit absolvierte Gysae einen weiteren Lehrgang für Signaloffiziere. Am 25. Oktober 1938 bekam Gysae sein erstes Kommando. Er wurde Kommandant auf dem Torpedoboot T-107.

### Zweiter Weltkrieg
Kurz vor Beendigung des Überfalls auf Polen wurde Gysae mit Wirkung zum 1. Oktober 1939 zum Kapitänleutnant befördert und mit Wirkung vom 31. Oktober 1939 zum Flottillenchef der Torpedobootsflottille ernannt. Im Frühjahr 1940 wechselte Gysae zur U-Boot-Waffe und wurde ab dem 1. April 1940 dem Befehlshaber der U-Boote zur Verfügung gestellt. Während dieser Zeit besuchte er verschiedene U-Boot-Lehrgänge und nahm ab dem 16. September an einer Baubelehrung für U 98 teil. Nach dessen Indienststellung am 12. Oktober 1940 wurde Gysae dessen erster Kommandant.
Auf seiner ersten Feindfahrt, die ihn vom 13. März bis 11. April 1941 in den Nordatlantik führte, konnte sein Boot vier Schiffe mit 15.588 BRT versenken. Seine zweite Feindfahrt begann am 1. Mai und endete am 28. Mai 1941. Erneut konnte U 98 drei Schiffe mit 23.307 BRT versenken. Für diese Leistungen wurde Gysae am 23. Mai 1941 im Wehrmachtbericht genannt. Die dritte Feindfahrt dauerte vom 25. Juni bis 23. Juli 1941 und endete mit der Versenkung zweier Schiffe mit 10.842 BRT. Seine vierte Feindfahrt vom 30. August bis 27. September 1941 führte Gysae erneut in den Nordatlantik, wo U 98 ein Schiff mit 4.392 BRT versenken konnte. Die fünfte Feindfahrt, vom 29. Oktober bis 29. November 1941 brachte keine Erfolge. Am 23. November 1941 wurde Gysae für seine bisher erreichten Leistungen mit dem Ritterkreuz des Eisernen Kreuzes ausgezeichnet. Seine sechste und letzte Feindfahrt mit U 98 begann am 18. Januar und dauerte bis 27. Februar 1942 an. Dabei wurde am 15. Februar 1942 der britische Dampfer Biela (5.298 BRT) torpediert und versenkt. Am 24. März 1942 gab Gysae das Kommando von U 98 an Korvettenkapitän Wilhelm Schulze ab und übernahm dessen bisheriges Boot U 177.
Mit U 177 nahm Gysae an zwei Feindfahrten teil. Seine erste fand vom 17. September 1942 bis 22. Januar 1943 statt. Dabei konnte U 177 unter Gysae acht Schiffe mit 49.371 BRT versenken. Das größte der versenkten Schiffe war der britische Dampfer Llandaff Castle (10.799 BRT), den Gysae 30. November 1942 vor der Küste von Mosambik mit vier Torpedos versenkte.
Gysae hat das britische Royal Mail Ship Nova Scotia (6.796 BRT) am 28. November vor der Küste von Provinz Natal mit drei Torpedoes schnell versenkt. Das Schiff trug 1052 Menschen, davon mehr als 750 italienische Kriegsgefangene oder „Enemy Aliens“. Gysae rettete zwei zivile italienische Seemänner, aber der BdU befahl ihm, dem Laconia-Befehl zu folgen und mit U 177 weiter Patrouille zu fahren. U 177 musste also Hunderte Menschen im Wasser zurücklassen. Über den BdU wurde Portugal um Hilfe gebeten, also sandte die Portugiesische Marine Marinha Portuguesa die Sloop Afonso de Albuquerque von Lourenço Marques von Mosambik. Die Sloop traf in den nächsten Tagen ein, und am 29. und 30. November konnten nur noch 192 Überlebende gerettet  werden.
Seine zweite und letzte Feindfahrt mit U 177 dauerte von 1. April bis 1. Oktober 1943. Auf dieser Fahrt konnten im Indischen Ozean sechs Schiffe mit 38.017 BRT versenkt werden. Am 21. Mai 1943 wurde Gysae für seine Leistungen in den Schiffsbekämpfungen mit dem Eichenlaub zum Ritterkreuz des Eisernen Kreuzes ausgezeichnet. Am 1. Juli 1943 erfolgte seine Beförderung zum Korvettenkapitän. Nach der Zweiten Feindfahrt mit U 177 gab er das Kommando an Korvettenkapitän Heinz Buchholz ab. Vom 17. Oktober 1943 bis 4. Januar 1944 wurde Gysae zur Verfügung gehalten, ehe er am 5. Januar 1944 Flottillenchef der 25. Unterseebootsflottille wurde. Diese Funktion nahm er bis Frühjahr 1945 wahr. Im April 1945 wurde er Kommandeur des in aller Eile aufgestellten Marinepanzerjagd-Regiments 1, mit dem er am 8. Mai 1945 in Eiderstedt kapitulierte.
Bis Ende Mai 1945 wurde Gysae interniert, jedoch schon am 1. Juni 1945 als Leiter der Personalabteilung des Deutschen Minenräumdienstes der Ostsee mit Dienstort in Kiel-Friedrichsort reaktiviert. Mit Auflösung des Minenräumdiensts im Dezember 1947 schied Gysae aus diesem aus.

### Bundeswehr
Am 1. Juli 1956 trat Gysae in die Bundeswehr ein und wurde Leiter des Protokoll- und Attachéreferats des Führungsstabes der Bundeswehr. In dieser Funktion wurde er am 12. Dezember 1956 zum Fregattenkapitän befördert. Vom 1. Februar bis 30. September 1960 war er Kommandeur des Marineausbildungsbataillons 4 in Brake. Mit Wirkung zum 1. Oktober 1960 wurde Gysae zum Kapitän zur See ernannt und am selben Tag als Marineattaché der Deutschen Botschaft in Washington zugeteilt. Dort war er bis 31. Oktober 1964 tätig. Im Anschluss daran kehrte er nach Deutschland zurück und arbeitete ab dem 1. November 1964 bis zum 31. Januar 1967 als Referent (Referatsleiter) in der Unterabteilung Führung des Führungsstabes der Marine im Bundesministerium der Verteidigung. Am 1. Februar 1967 wurde Gysae der Marinedivision Nordsee zugeteilt, zu deren Kommandeur er am 1. April 1967  ernannt wurde. Wenige Tage später erfolgte am 14. April 1967 seine Beförderung zum Flottillenadmiral. Am 31. März 1970 wurde Gysae in den Ruhestand versetzt.

### Privates
Gysae war verheiratet.

## Auszeichnungen
- Dienstauszeichnung IV. Klasse am 2. Oktober 1936
- Medaille zur Erinnerung an den 1. Oktober 1938 am 20. Dezember 1939
- Eisernes Kreuz (1939) II. und I. Klasse am 31. Mai 1940 bzw. 15. April 1941
- Nennung im Wehrmachtbericht am 23. Mai 1941
- Ritterkreuz des Eisernen Kreuzes mit Eichenlaub[4]
  - Ritterkreuz am 31. Dezember 1941
  - Eichenlaub am 31. Mai 1943 (250. Verleihung)
- Ritterkreuz des Ordens der Krone von Italien am 11. März 1941
- U-Boot-Kriegsabzeichen (1939) am 31. Mai 1941 mit Brillanten 1943
- Italienisches Kriegskreuz für Tapferkeit mit Schwertern am 25. Mai 1943
- Verwundetenabzeichen in Schwarz am 25. Juni 1943
- Kriegsverdienstkreuz II. Klasse mit Schwertern am 1. September 1944
- U-Boot-Frontspange in Bronze am 1. Oktober 1944
- Bundesverdienstkreuz 1. Klasse 1970